# Taza-Al-Husajma-Taunat

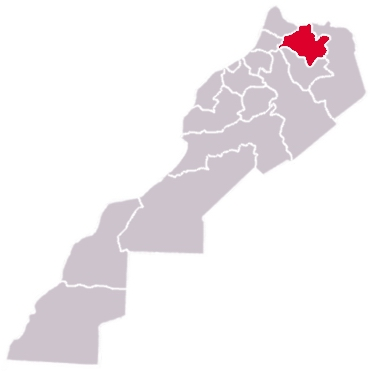
Region na mapie kraju

Taza-Al-Husajma-Taunat (arab. تازة الحسيمة تاونات) – region w Maroku, w północnej części kraju. Region w 2004 roku był zamieszkany przez 1 807 113 mieszkańców na powierzchni 24 155 km². Stolicą regionu jest Al-Husajma.
Region podzielony jest na 3 prowincje:
- Taza
- Al-Husajma
- Taunat